# Agent Pink
Agent Pink – nazwa nadana mieszance herbicydów i defoliantów używanych przez Siły Zbrojne Stanów Zjednoczonych podczas wojny w Wietnamie. Nazwa (dosł. mieszanka różowa) pochodzi od różowych pasków umieszczanych na beczkach, w których znajdowały się te substancje chemiczne. Agent Pink należał do tzw. tęczowych herbicydów i był używany jedynie w fazie „testów”, przed 1964 rokiem.
Jedynym aktywnym składnikiem tej mieszanki był kwas 2,4,5-trichlorofenoksyoctowy.